# Camí de Monistrol de Calders al Coll
El Camí de Monistrol de Calders al Coll és una pista forestal en algun tros i un corriol en d'altres dels termes municipals de Monistrol de Calders i de Granera, a la comarca del Moianès.
El camí arrenca de la Urbanització Masia del Solà, de Monistrol de Calders, a la confluència dels carrers del Pla de Trullars i de Bonavista, va a cercar l'extrem meridional de la urbanització, des d'on, fent nombroses ziga-zagues, s'adreça cap a llevant. Deixa al nord-est el Clot de la Casanova i les restes de la masia de la Casanova, i va resseguint tots els Solells de la Casanova, a la dreta del torrent de la Baga de l'Om.

Tram de Granera del Camí de Monistrol de Calders al Coll

Quan arriba a la Baga de l'Om torç cap al sud per anar a cercar el costat de llevant de la carena que corona la Baga de l'Om i els Pins del Julià, que deixa a ponent, i s'enfila fins al Collet de la Baga de l'Om. Al cap de poc arriba al Pla de Trullars, des d'on per l'extrem nord-est del Serrat del Trompa, on hi ha la Pedrera del Tasar, va cap al nord-est, per, després d'un parell de revolts, pujar al capdamunt de Trullars, on arriba al seu punt més elevat, 701,5 metres d'altitud.
Sense arribar del tot dalt de Trullars, comença a davallar cap al sud-est, passa per un tram que conserva una antiga calçada empedrada, supera l'extrem nord del Serrat dels Ermots del Coll, i arriba al cap d'una forta baixada a la masia del Coll. Aquesta calçada empedrada podria ser un antic camí romà o altmedieval, possiblement el Camí ral de Manresa a Girona.